# Lebkuchensauce

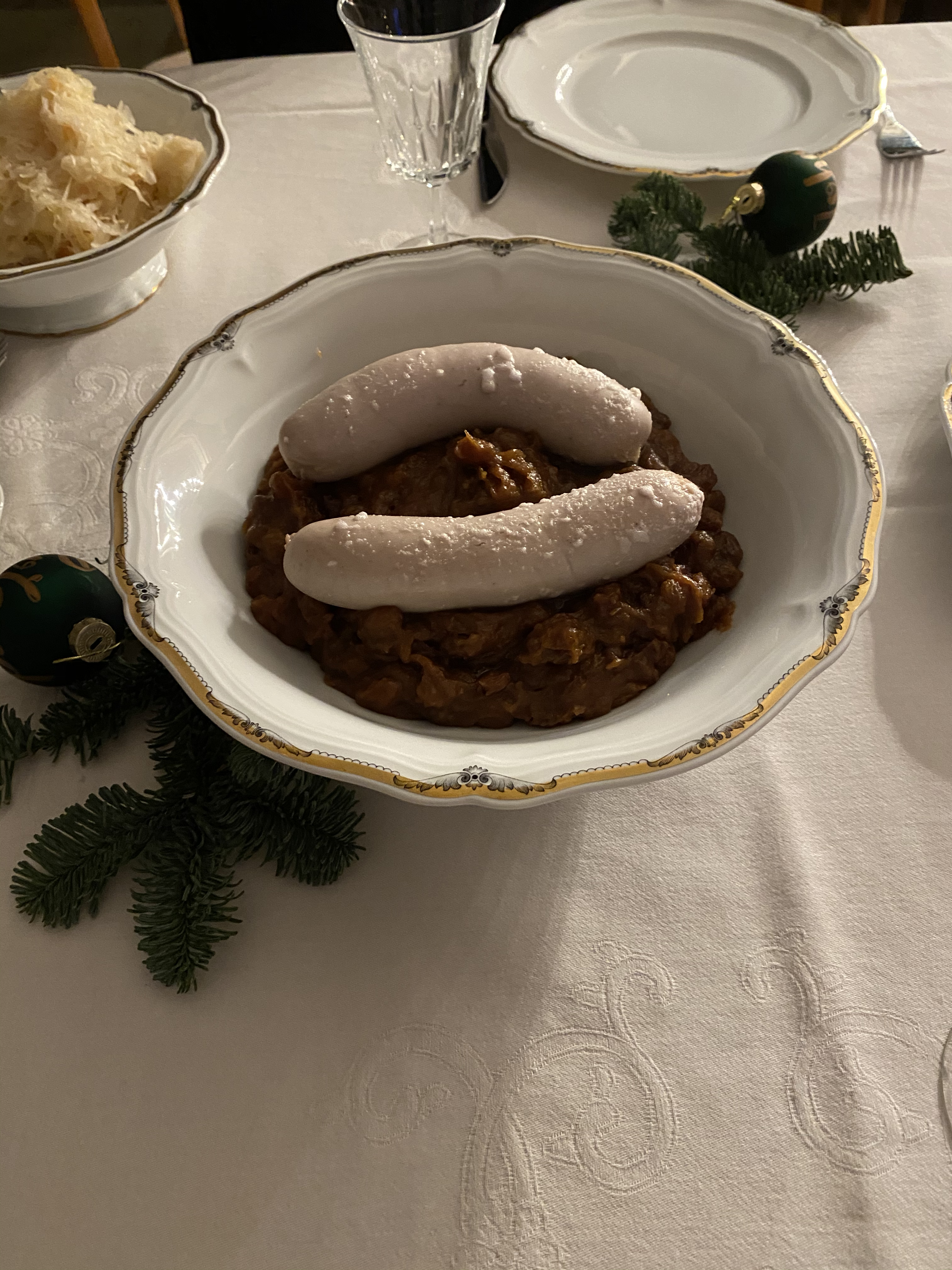
Polnische Soße mit schlesischen Weißwürsten

Die Lebkuchensauce ist – im engeren Sinn – eine traditionelle schlesische Spezialität. Sie wird ausschließlich am Heiligen Abend zubereitet, auch heute noch in zahlreichen Familien mit schlesischen Wurzeln. Sie wird sowohl als Sauce zu Fleisch- und Fischgerichten serviert, als auch als Dessert.
Diese Lebkuchensauce gibt es – im weiteren Sinn – in verschiedenen Varianten unter verschiedenen Namen: Andere bekannten Namen sind insbesondere Polnische Sauce, Braune Sauce, aber auch Christtunke, Pfefferkuchentunke, Pfefferkuchensauce, böhmische Sauce oder Weihnachtssauce.
Alle diese Saucen basieren meist auf einer Brühe aus Pastinaken, Sellerie und Möhren, der ein eingeweichter Lebkuchen oder Fischpfefferkuchen, sowie Mandeln, Rosinen und Malzbier zugegeben werden. Die fertige Lebkuchensauce sollte dickflüssig sein, man kann sie am nächsten Tag mit Malzbier oder Brühe verdünnen. In einigen dieser Arten von Lebkuchensaucen wird auf das Malzbier verzichtet, manchmal wird Speck hinzugegeben. Die Oberschlesier kennen eine Variante mit Fisch.
Andernorts werden dazu Kasseler, Kartoffeln und Sauerkraut serviert. Häufig gibt es dazu aber auch Weißbrot und schlesische Weißwurst. Eine böhmische Variante (und in Österreich ebenfalls verbreitete Variante) ist speziell als Zugabe zu Karpfen vorgesehen.
Bei der Süßspeise wird Trockenobst hinzugegeben, sie kann jedoch zusätzlich Nüsse enthalten.
In der polnisch-schlesischen Regionalküche ist sie unter dem Namen Moczka bekannt.